# Vakarų Lietuvos pramonės ir finansų korporacija
Vakarų Lietuvos pramonės ir finansų korporacija AG (AB "Vakarų Lietuvos pramonės ir finansų korporacija", deutsch: Westlitauische Aktiengesellschaft für Industrie und Finanzen) ist ein Konzern, dessen Unternehmen hauptsächlich im westlichen Litauen tätig sind.
Die unter dem Konzerndach zusammengeführten Unternehmen decken ein breitgefächertes Spektrum ab,
sie stellen Kartonagen und Kräne her, befüllen Gasflaschen und betreiben Hotels und Gesundheitszentren.
Gründer und langjähriger Präsident war der Unternehmer und Industrielle Antanas Bosas, der mittlerweile als Abgeordneter für die litauische Arbeiterpartei Darbo Partija im litauischen Parlament Seimas sitzt.

## Konzerngeschichte
1989 gründete Antanas Bosas mit seinen Geschäftspartnern die Kooperative L-713. Es war eine der ersten Kooperativen im Bezirk Klaipėda, nachdem die unternehmerische kooperative Tätigkeit in der damaligen Sowjetunion offiziell erlaubt und der rechtliche Rahmen gesetzlich verankert wurde.
1992 wurde die AB Prekybos namai "Vita" (dt. Handelshaus "Vita" AG) im Unternehmensregister eingetragen. Später gründete man die Investitionsgesellschaften Invita und Pasoga, die aktiv an der Privatisierung der staatlichen Betriebe und der Immobilien in Litauen teilgenommen haben.
1993 vereinigte man neu gegründete und privatisierte staatliche Unternehmen unter dem Dach einer Holding: Der Konzern UAB "Vakarų Lietuvos pramonės ir finansų korporacija" begann offiziell seine Tätigkeit. Ziel war die gemeinsame Verwaltung und das koordinierte Management einer Unternehmensgruppe. 1993 verwaltete und kontrollierte VLPFK insgesamt 16 verschiedene Unternehmen, 1994 schon 32.
Während der ersten zehn Jahre seines Bestehens machte der Konzern 7,5 Mlrd. Litas Umsatz, zahlte über 1 Mlrd. Litas Steuern und tätigte Investitionen von etwa 500 Mio. LTL.
2000–2003 erreichte VLPFK einen jährlichen Umsatz von 1 Mlrd. LTL.
2003 wurde das Management des VLPFK-Unternehmens reorganisiert. Früher hat man gemeinsam mit dem Vorstand von vier Mitgliedern geführt. Nach der Reorganisation führt man jetzt direkt alle Unternehmen nach vier Tätigkeitsbereichen: Bau, Energiewirtschaft, Holzindustrie, Transport.

## Vorstand (Stand: 2006)
- Rasa Jasevičienė, Vorstandsvorsitzende
- Vytautas Bosas
- Valdas Zubrickas
- Aurelijus Gelgutas